# Национално знаме на Екваториална Гвинея
Националното знаме на Екваториална Гвинея представлява правоъгълно платнище с 3 хоризонтални еднакви цветни полета – зелено отгоре, бяло в средата и червено отдолу.
От лявата страна е разположен син триъгълник с основа към носещото тяло. В средата на бялото поле е изобразен герба на страната. Знамето има правоъгълна форма с отношение ширина към дължина 2:3.
Знамето е прието на 21 август 1979 г., но за първи път е използвано при обявяване на независимост на Екваториална Гвинея на 12 октомври 1968 г. Между 1972 и 1979 г., по време на режима на Франциско Нгуема, знамето е с различен герб в бялото поле.
Зеленият цвят в знамето символизира природните ресурси и горите, червеният – борбата за независимост, синият – морето, а белият – мира.

## Знаме през годините
- (до 1973)
- (1973 – 1979)